# Santa Luce
Santa Luce ist eine Gemeinde mit 1610 Einwohnern (Stand 31. Dezember 2023) in der Provinz Pisa in der  italienischen Region Toskana.

## Geographie

Lage von Santa Luce in der Provinz Pisa

Santa Luce liegt ca. 35 km südlich der Provinzhauptstadt Pisa und ca. 65 km südwestlich der Regionalhauptstadt Florenz in einer Hügellandschaft, die im Westen durch die Colline Livornesi und im Osten durch die Colline Pisane begrenzt wird. Der Ort liegt in der klimatischen Einordnung italienischer Gemeinden in der Zone D, 1 824 GR/G. Die Kirchen des Ortes liegen im Erzbistum Pisa. Die wichtigsten Flüsse im Gemeindegebiet sind der Fluss Fine (17 von 30 km im Gemeindegebiet, Ligurisches Meer) und sein Nebenfluss, der Torrente Savalano (6 von 14 km im Gemeindegebiet) sowie der Torrente Tora (Flusssystem Arno, 7 von 27 km im Gemeindegebiet).
Ortsteile (frazioni) sind neben dem Hauptort die Ansiedlungen Pastina (210 m, ca. 280 Einwohner), Pieve di Santa Luce (152 m, ca. 100 Einwohner) und Pomaia (176 m, ca. 180 Einwohner).
Nachbargemeinden sind Casciana Terme Lari, Castellina Marittima, Chianni, Crespina Lorenzana, Orciano Pisano und Rosignano Marittimo (LI).

## Geschichte
Das Gebiet der Gemeinde war in etruskischer und römischer Zeit besiedelt, was durch Vasen- und Urnenfunde in Pastina und Pomaia bezeugt ist. Im Mittelalter war der ab 887 bekundete Hauptort eine befestigte Burg in Besitz mehrerer Familien, darunter der Cadolingi aus Fucecchio und der Upezzinghi aus Pisa. 1406 kam der Ort mit der Niederlage der Pisaner an die Republik Florenz. 1496 wurde die Burg nach einem Aufstand gegen die Florentiner zerstört. 
Von 1927 bis 1957 bildete Santa Luce zusammen mit Orciano Pisano die Gemeinde Santa Luce Orciano. Danach wurde der Ort wieder eigenständige Gemeinde.

## Kultur und Sehenswürdigkeiten

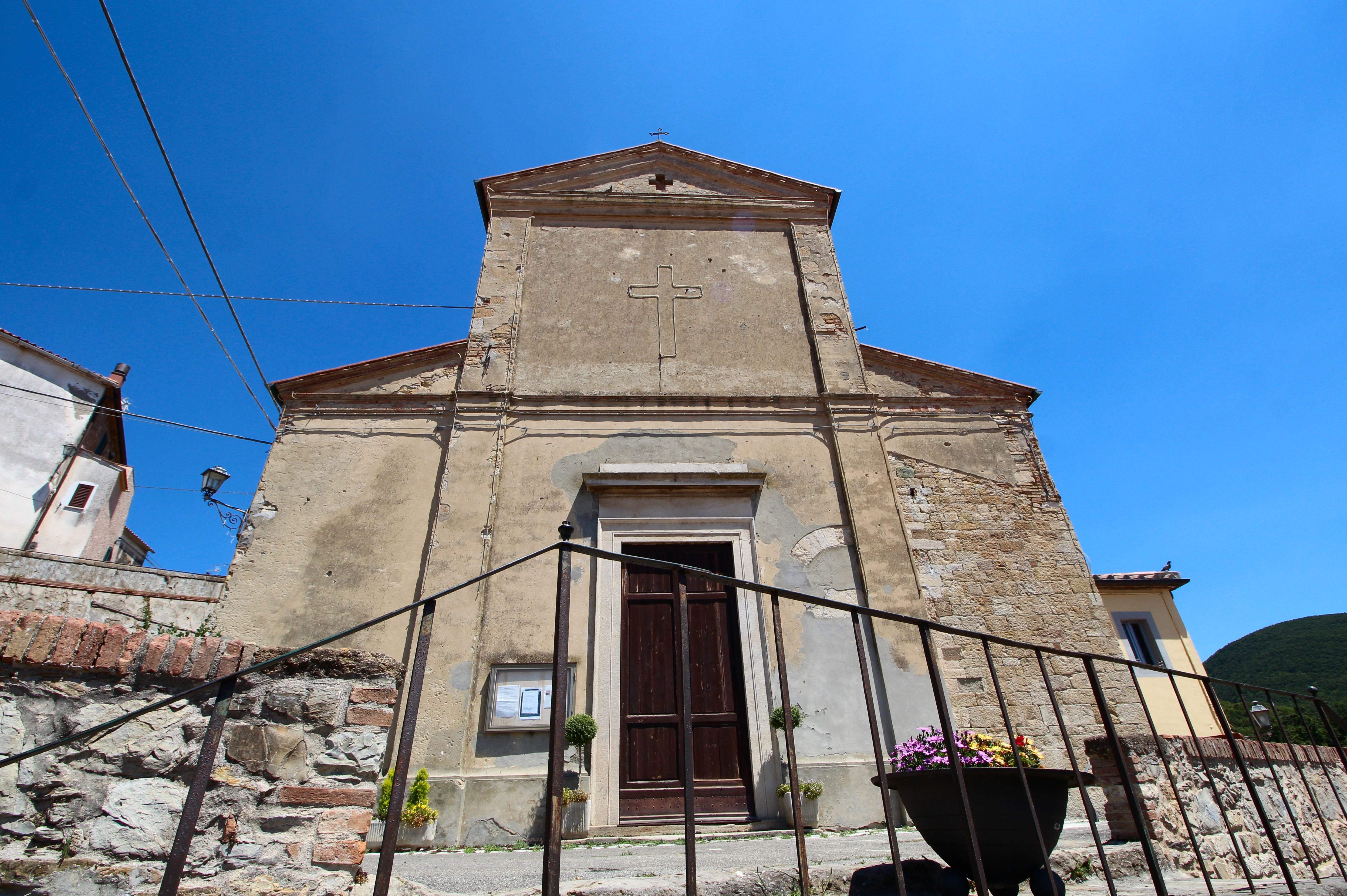
Santa Lucia, Kirche im Ortskern von Santa Luce

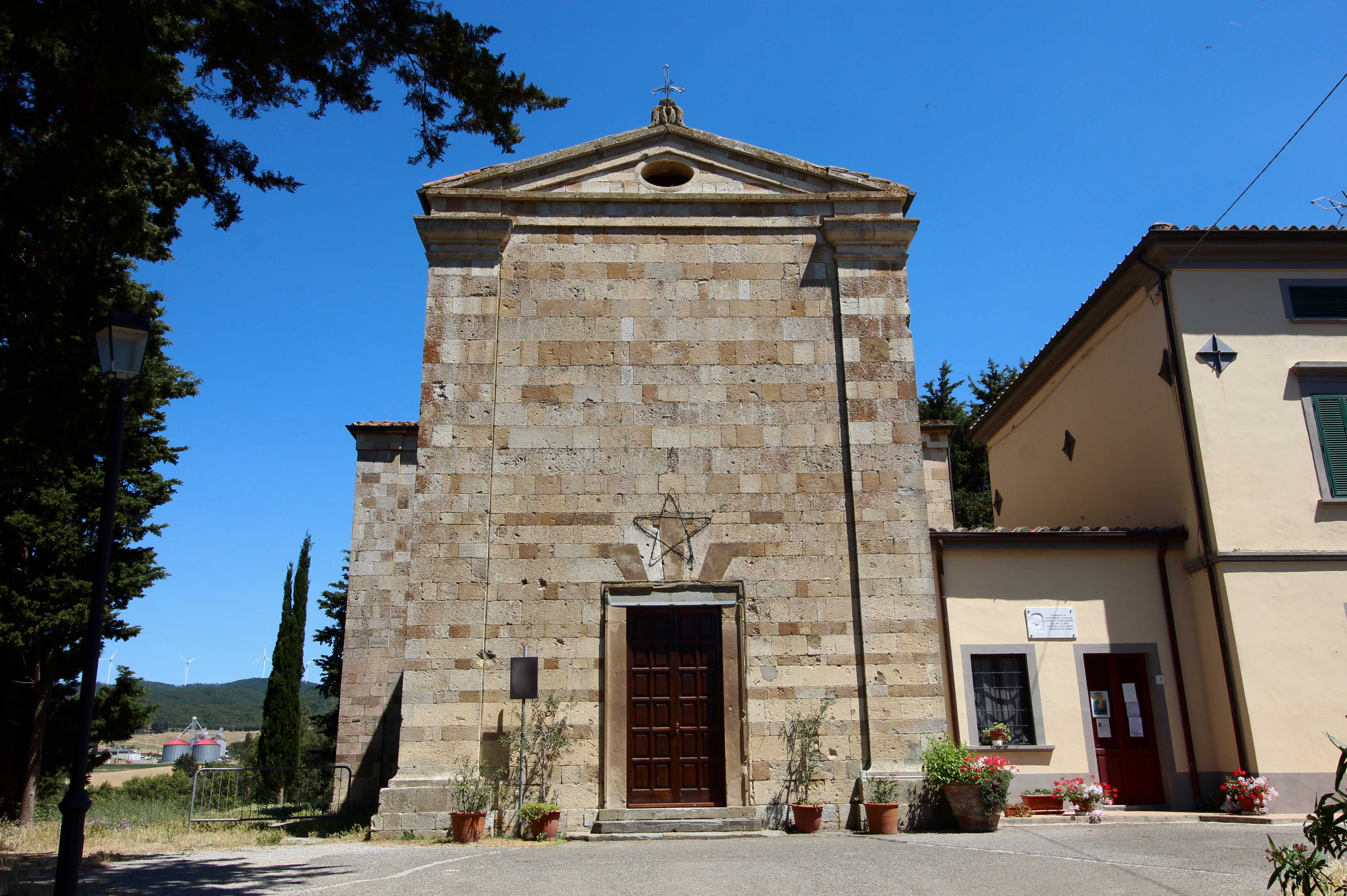
Pieve di Santa Maria Assunta e di Sant’Angelo, Pieve Santa Luce

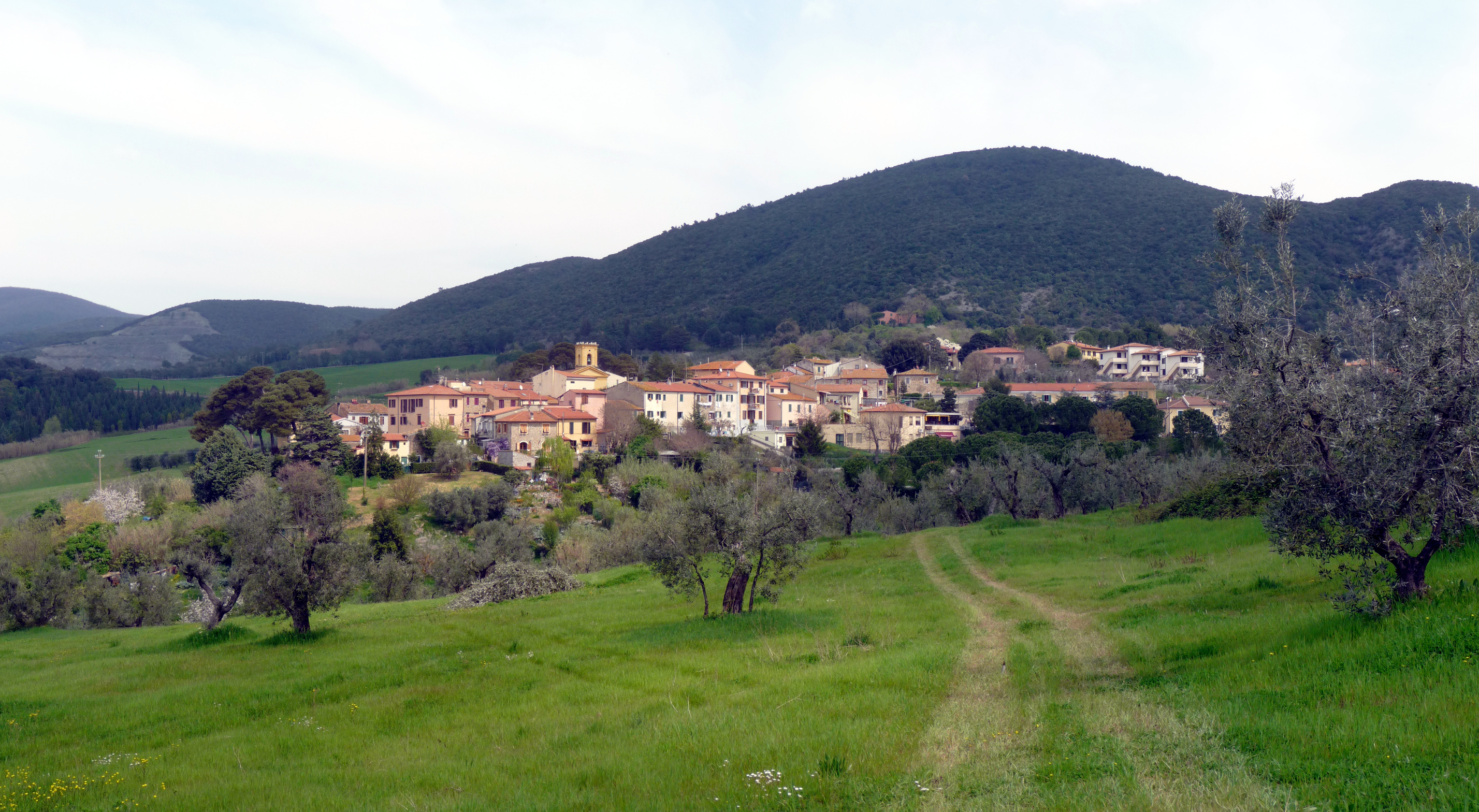
Der Ortsteil Pomaia

Im Hauptort Santa Luce ist der runde Grundriss der mittelalterlichen Burganlage noch zu erkennen. 

### Kirchen
- Chiesa di Santa Lucia – Die Pfarrkirche im Hauptort ist ein mittelalterlicher Bau (1372 erwähnt[5]), der von 1830 bis 1840 umgebaut wurde. Die Kirche wurde 1944 durch Bomben stark beschädigt.
- Pieve di Santa Maria Assunta e di Sant’Angelo – Die Kirche liegt im Ortsteil Pieve Santa Luce und wird auf das Jahr 887 datiert. Der ursprünglich zweischiffige romanische Bau wurde bei einem Erdbeben im Jahre 1846 zerstört und unter Benutzung des alten Materials verändert wiedererrichtet. Vom Vorgängerbau sind einige Elemente erhalten, darunter Säulenkapitelle und ein achteckiges Taufbecken.
- Chiesa di San Bartolomeo – mittelalterliche Kirche im Ortsteil Pastina, die 1839 umgebaut und erneuert wurde. Erlitt 1944 im Zweiten Weltkrieg starke Schäden. Enthält das Leinwandgemälde Madonna con i Santi Sebastiano, Lucia e Rocco aus dem frühen 17. Jahrhundert.[5]
- Santo Stefano Protomartire – Kirche im Ortsteil Pomaia.
- In dem seit den 1970er Jahren verlassenen Dorf Monteforti liegt die Ruine der Wallfahrtskirche Santuario della Madonna.

### Sonstiges
- Ecomuseo dell’alabastro – Das Museum mit einer Ausstellung zur Alabastergewinnung und -verarbeitung gehört mit zwei anderen Einrichtungen in Volterra und Castellina Marittima zu einem Museumsverbund.[6]
- Istituto Lama Tzong Khapa – Das buddhistische Institut der Foundation for the Preservation of the Mahayana Tradition bei Pomaia wurde 1977 gegründet. Es ist eines der größten Studienzentren des tibetanischen Buddhismus in Europa.[7]
- Der Stausee Lago di Santa Luce entstand Anfang der 1960er Jahre durch Aufstauung des Flusses Fine und dient der Fabrik des Unternehmens Solvay in Rosignano Marittimo zur Wasserversorgung. Seit 1992 besteht ein Vogelschutzgebiet (OASI LIPU Santa Luce), seit 2000 zusätzlich ein Naturschutzgebiet der Provinz Pisa (Riserva naturale provinciale Lago di Santa Luce).[8]

## Wirtschaft
In Santa Luce werden landwirtschaftliche Produkte wie Olivenöl, Wein, Getreide und Honig erzeugt. In der Vergangenheit wurden auch Alabaster und Gips abgebaut und verarbeitet. Daneben gibt es mehrere agritouristische Betriebe.